# Trauen Sie Alfredo einen Mord zu?
Trauen Sie Alfredo einen Mord zu? (Originaltitel: L’assassino) ist ein italienisch-französisches Filmdrama von Regisseur Elio Petri aus dem Jahr 1961 mit Marcello Mastroianni und Salvo Randone in den Hauptrollen.

## Handlung
Alfredo Martelli, wohlhabender römischer Antiquitätenhändler, kommt erst am frühen Morgen nach Hause. Noch während er sich frisch macht, stehen plötzlich mehrere Polizisten vor der Tür, die ihn, ohne einen genauen Grund zu nennen, auf die Wache mitnehmen. Dort konfrontiert man ihn, nachdem man ihn eine Zeit lang warten ließ, mit dem Tod von Adalgisa De Matteis, seiner früheren Freundin. Martelli reagiert schockiert, doch Commissario Palumbo hält den Lebemann für den Mörder der älteren Frau.
Tatsächlich reagiert Martelli zunehmend nervöser und scheint sich in Widersprüche zu verstricken, auch weil es immer deutlicher wird, wie selbstsüchtig und egoistisch er sich gegenüber seiner früheren Freundin verhalten hatte. Martelli, in die Enge getrieben und voller Angst vor der Polizei, verliert jegliche Souveränität und beginnt sein Leben zu bereuen, doch als die Polizei herausfindet, dass er unschuldig ist, verfällt er sofort wieder in seine alten Muster.

## Hintergrund
Abgesehen von zwei Kurzfilmen, bedeutete Trauen Sie Alfredo einen Mord zu? den Beginn von Elio Petris Arbeit als Regisseur, nachdem er in den 50er Jahren schon eine Vielzahl an Drehbüchern verfasst und als Regie-Assistent gearbeitet hatte, meist in Zusammenarbeit mit Giuseppe De Santis. Sein Film nahm am Wettbewerb der Berlinale 1961 teil.